# ベンジャミン・チャーチ
ベンジャミン・チャーチ（英: Benjamin Church、1639年頃 - 1718年1月17日）は、アメリカ・レンジャーの父と見なされる軍人である。1676年、アメリカでは最初のレンジャー部隊隊長になった。チャーチはプリマス植民地総督のジョサイア・ウィンスローから、フィリップ王戦争に対応するために最初のレンジャー隊を結成するよう命令された。後のウィリアム王戦争やアン女王戦争の時には部隊を率いてアカディアを襲撃した。
チャーチは自分の部隊に主にインディアンの戦闘方法を真似するようにさせた。この目的のためにインディアンからインディアンの様に戦う方法を学ぶことに務めた。アメリカ人は同盟インディアンの助言があったからこそレンジャー部隊を作れた。植民地時代が終わるまで、レンジャーはインディアンに同盟者および教育者として依存していた。
チャーチは友好的なインディアンのフロンティアでの技能に慣れた白人開拓者の特別常備部隊を開発し、普通の民兵隊では効果的でない地形で敵対的なインディアンやフランス人に対する攻撃を行った。その備忘録『フィリップの戦争に関わる面白い文句』を1716年に出版し、アメリカでは初の軍事マニュアルと見なされるようになった。

## 生まれ
ベンジャミン・チャーチは1639年頃にプリマス植民地で生まれた。1667年12月26日、現マサチューセッツ州ダクスベリーでアリス・サウスワースと結婚した。暫くはダクスベリーに住み、後に現ロードアイランド州ブリストルに移転した。妻のアリスのテーブル型墓石は、ロードアイランド州リトルコンプトンで歴史的に特に重要な墓となっている。

## フィリップ王戦争
チャーチはプリマス植民地総督のジョサイア・ウィンスローの主たる副官だった。大尉に任官され、ニューイングランドのフロンティアでワンパノアグ族、ニプマク族、ポダンク族インディアンに対抗したフィリップ王戦争（1675年-1678年）を戦った。この期間に総督の直接指揮下に属さない1個中隊を指揮したことで良く知られている。チャーチの部下は森や湿地でインディアンの宿営地を襲撃することに初めて成功した植民地部隊だった。その前の10年間、植民地人はインディアンからの防衛を行ったが、その関係は概して1675年まで友好的なものだった。
チャーチは最終的に、当時の伝統的な軍隊戦術がうまく行かないときに、インディアンの徴兵を認められた。中立あるいは元の敵対的だったインディアンを従属させ、自隊に加わるよう説得し、非正規兵として巧みに働かせた。これらインディアン兵士の中には、戦争の前にキリスト教徒に改宗する者もいた。彼らは祈るインディアンと呼ばれた。教会員に組み込まれた後、森や湿地でインディアンの跡を付け、その宿営地に対する襲撃や、待ち伏せを効果的に行った。

### 大湿地の戦い

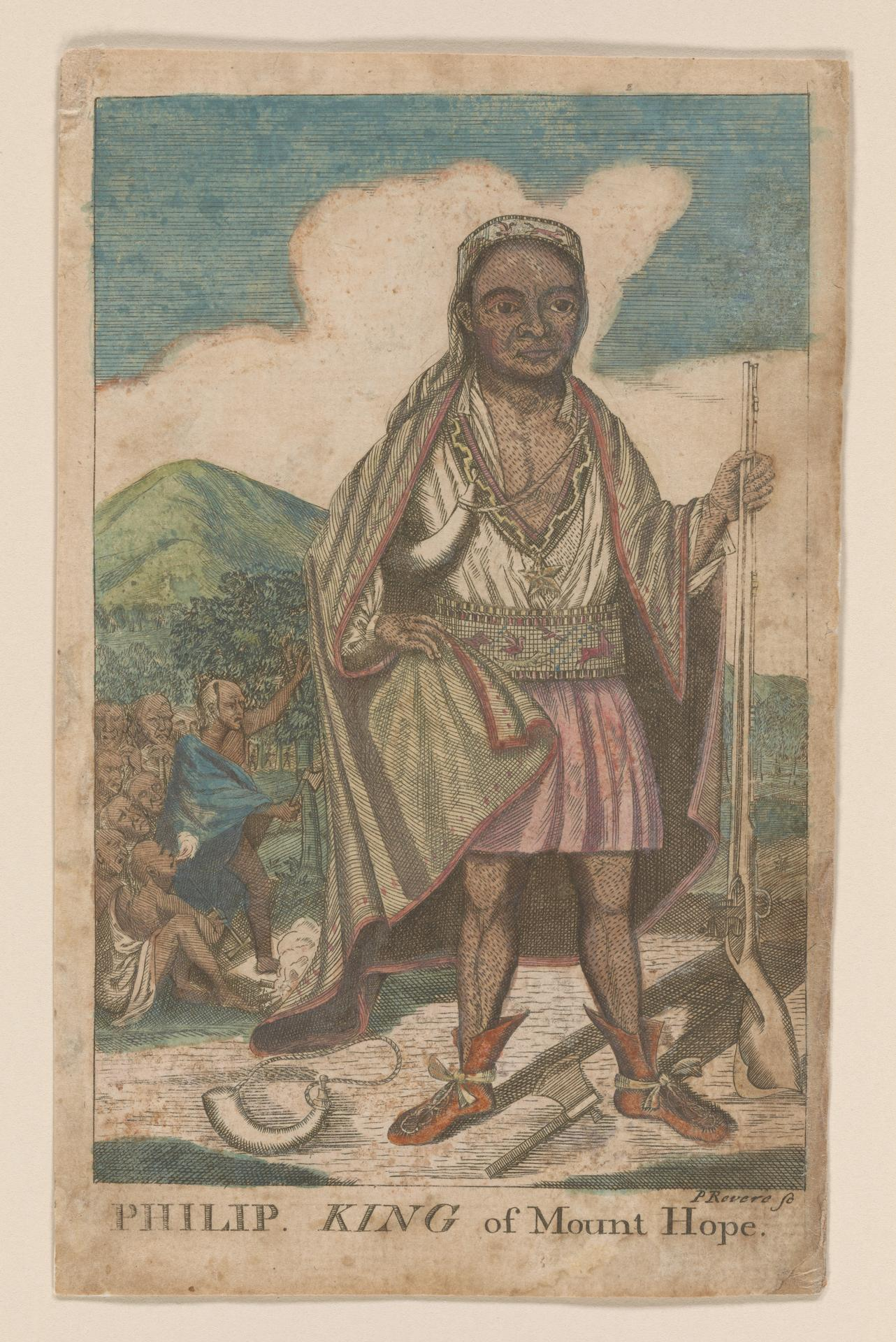
フィリップ王の肖像、ポール・リビア画、ベンジャミン・チャーチの1772年に出版された『フィリップ王戦争の興味ある歴史』の挿画より

チャーチは大湿地の戦いのとき、戦闘を指揮する役割だったときに負傷した。この戦闘で推計300名のナラガンセット族が殺された。
この戦闘後、チャーチ達はナラガンセット族を追ってその集落に行けると期待した。インディアンはチャーチ達を敵の領土で食料も無く残したまま逃げて行った。その遠征は生き残りのために戦わねばならず、最後は飢えるよりも自分たちの馬を食べることまで強いられた。
1676年8月12日、チャーチの中隊の作戦で、チャーチの同盟インディアンであるジョン・アルダーマンがフィリップ王（メタコメットとも呼ばれた）を殺した後に、戦争は間もなく終わった。チャーチはフィリップの遺体を調べ、「悲しげで、偉大で、裸の汚い野獣」と言ったと伝えられている。その後フィリップは当時のイングランドの反逆者に対する罰の標準的な方法として、遺体を損傷され4つ裂きにされた。

## ウィリアム王戦争
ウィリアム王戦争のとき（1688年-1697年）、チャールズはアカディア（現在のメイン州の大半を含んでいた）のアカディア人やインディアンに対して4度ニューイングランドの襲撃隊を率いて行った。1689年9月21日、アカディアに対する最初の遠征では、少佐に昇進していたチャーチと250名の部隊がディアリングオークスの戦い（ブラケットの森の戦いとも呼ばれる）で、イングランド人開拓者の集団を守った。イングランド人はメインのファルマス（現在のメイン州ポートランド）で自立を図っていた。インディアンは兵士21人を殺したが、チャーチ隊が防御に成功して、インディアンは退却した。その後、少数のイングランド人開拓者を残したまま、ボストンに戻った。翌1690年春、アカディアの指導者ジャン＝ヴァンサン・ダバディ・ド・サンカスタンが率いた総勢400名のフランス人とインディアンがファルマスに戻って来て、ロイヤル砦の戦いでイングランド人開拓者全員を殺した。チャーチはその年の夏に村に戻り、遺体を埋葬した。

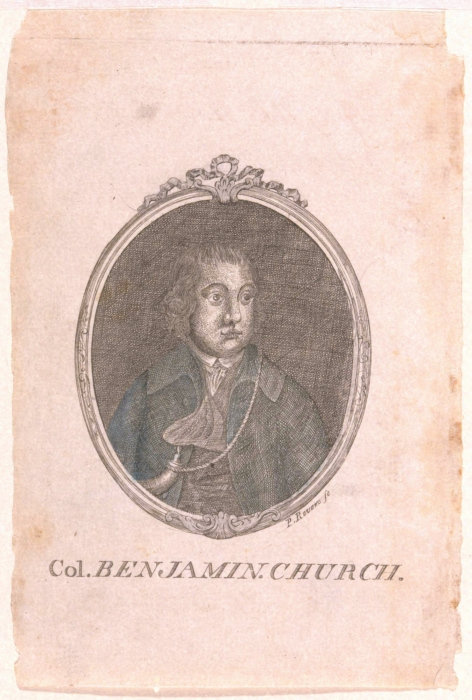
ポール・リビア制作によるベンジャミン・チャーチの肖像版画の複製。イェール大学画廊蔵。この肖像は実際にはイングランド人詩人チャールズ・チャーチルのものだったが、流用された

チャーチの2回目の遠征は1年後の1690年9月11日、300名を率いてカスコ湾に行った。その任務はインディアンに占領されていたイングランド人のペジェプスコット砦（現在のメイン州ブランズウィック）を解放することだった。アンドロスコギン川を遡り、ペジェプスコット砦まで行った。そこから40マイル (64 km) 上流のリバーモアフォールズまで行き、インディアンの集落を攻撃した。チャーチの部隊はインディアンが退却しているときに3人ないし4人を撃ち殺した。チャーチは、イングランド人5人がウィグワム（インディアンの小屋）の中で捉われていたのを発見した。チャーチはインディアン6人ないし7人を殺し、9人を捕虜にした。その数日後、インディアンが報復のためにパープーダック・ポイント沿いのケープエリザベスでチャーチ隊を攻撃し、7名を殺し、24名を負傷させた。9月26日、チャーチ隊はニューハンプシャーのポーツマスに戻った。
チャーチの3回目の遠征は1692年、450名の部隊でペノブスコット（現在のメイン州インディアンアイランド）を襲撃した。その後タコノック（現在のウィンスロー）を襲撃した。
その4年後、4回目の遠征に出発し、アカディアの首都であるナッシュワーク砦（現在のニューブランズウィック州フレデリクトン）を包囲した。またシグネクト奇襲も行った。自ら兵士の先頭に立ち、シグネクトの住人を殺し、その家屋を略奪し、家を焼き、家畜を殺した。

## アン女王戦争
アン女王戦争のとき（1702年-1713年）、チャーチはアカディアに対する5回目と6回目にして最後の遠征を行った。1704年2月におきたディアフィールド虐殺に対する報復として、カスティーンに対する襲撃、セントスティーブンへの襲撃、グランプレ奇襲、ピシグイット（現在のノバスコシア州ファルマスとウィンザー）への襲撃、シグネクト襲撃と続けた。チャーチは捕虜に取ったマリシート族のジョン・ガイルズを通訳に連れて行った。チャーチは捕虜を取り、アカディアには5軒の家しか残っていないと主張していた。ピシグイットの襲撃で捕まえた捕虜の中でも有名な者が、アカディアの指導者ノエル・ドイロンだった。

## 後年
チャーチは1682年から1684年まで、プリマス植民地議会のブリストル選出初代代議員を務めた。
1718年1月17日、チャーチはリトルコンプトンで亡くなり、彼の遺体はリトルコンプトン・コモン墓地に埋葬された。

## 遺産

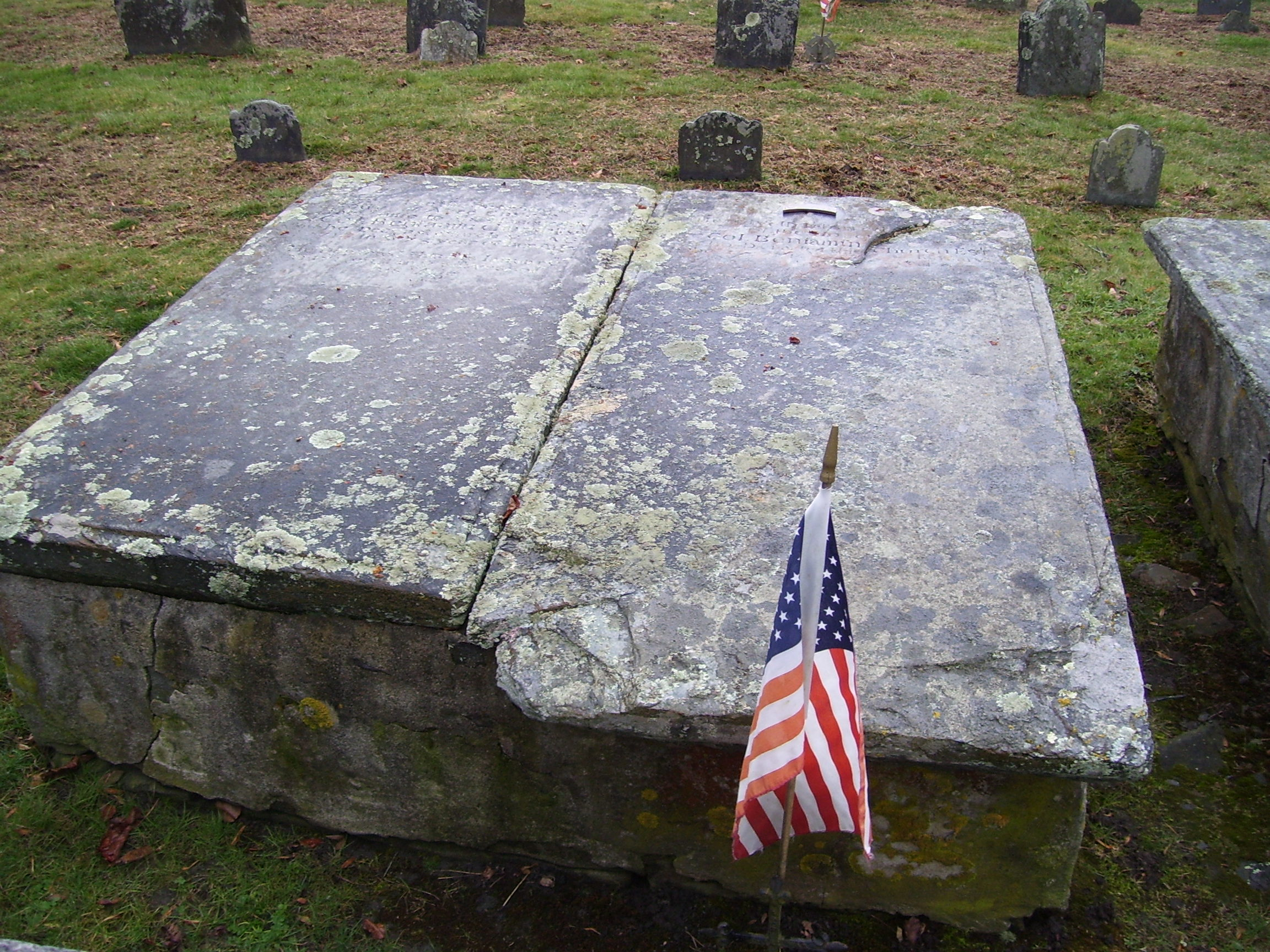
ロードアイランド州リトルコンプトン・コモンにあるベンジャミン・チャーチの墓

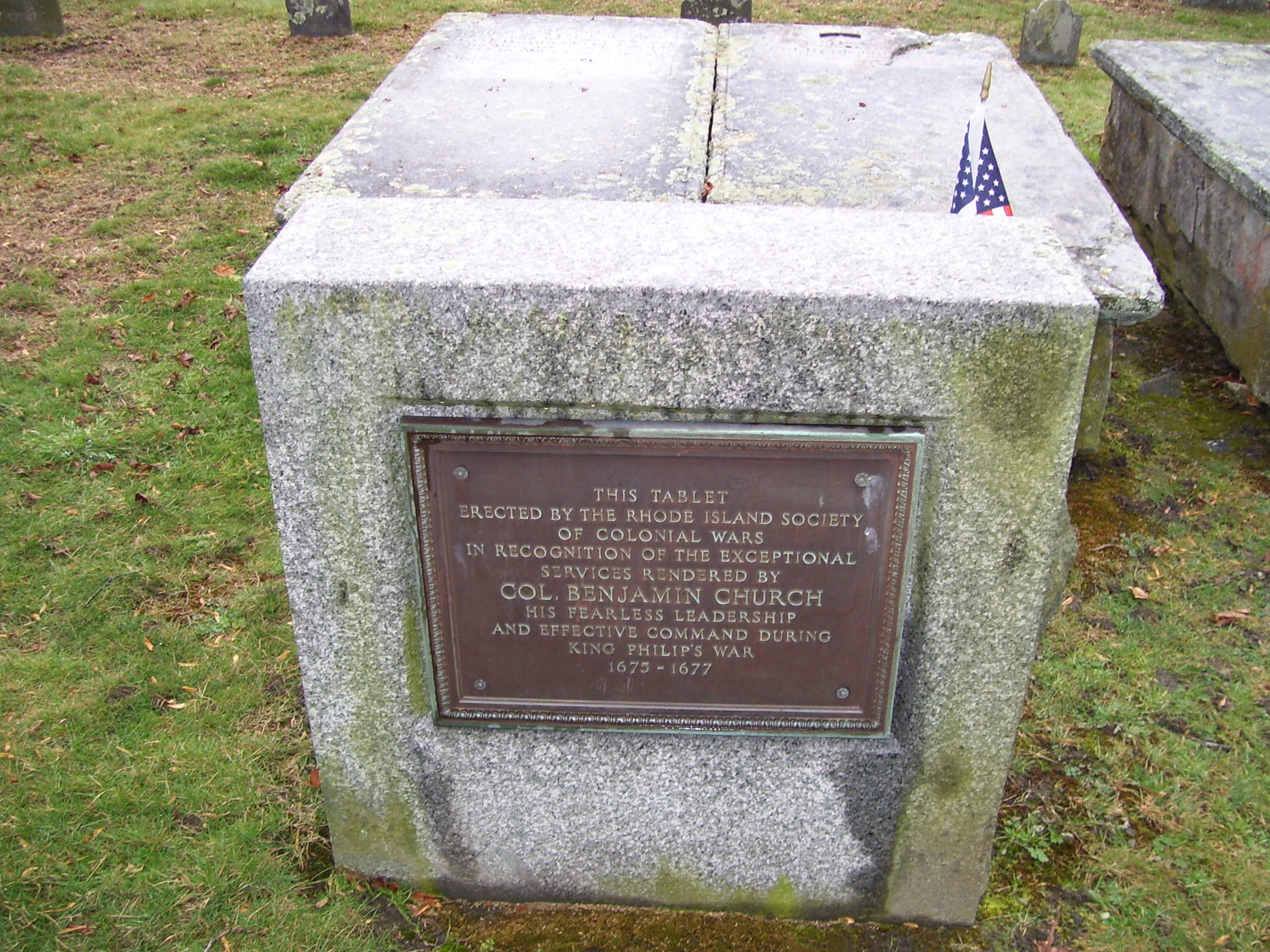
ベンジャミン・チャーチの墓標

チャーチは1675年から1676年に採用したその戦術と作戦の記録を残しており、それが1716年に『フィリップの戦争に関わる面白い文句』として出版された。大陸軍の初代軍医長となった同名のベンジャミン・チャーチは本稿のチャーチの曽孫だった。このチャーチは忠実な独立支持派と見られていたが、トマス・ゲイジ将軍のためのスパイとしてジョージ・ワシントン将軍に逮捕されることになった。
後年のロジャーズ・レンジャーズやゴーラム・レンジャーズなど有名なレンジャーはチャーチが始めた伝統的なレンジャーのスタイルを守ることになった。
1992年、チャーチが始めた戦術を顕彰し、アメリカ陸軍レンジャーの殿堂に入れられ、その墓石にはブロンズのレンジャー・タブが付けられた。
ロードアイランド州植民地戦争協会は、チャーチの墓近くにフィリップ王戦争中のその指導力と勇敢さを称える銘板を据えた。